# George E. Smith
George Elwood Smith, född 10 maj 1930 i White Plains, New York, död 28 maj 2025 i Barnegat Township i Ocean County, New Jersey, var en amerikansk fysiker som tilldelades nobelpriset i fysik 2009 "för uppfinningen av en avbildande halvledarkrets – CCD-detektorn". Han arbetade vid Bell Laboratories, där han var kollega med Willard S. Boyle som han delade halva nobelpriset med. CCD-detektorn har blivit ett elektroniskt öga inom nästan alla fotograferingsområden.

## Biografi
Smith tjänstgjorde i den amerikanska flottan innan han tog sin kandidatexamen från University of Pennsylvania 1955 och sin doktorsexamen från University of Chicago 1959 med en avhandling på endast åtta sidor.

## Vetenskapligt arbete
Smith arbetade på Bell Labs i Murray Hill, New Jersey från 1959 till sin pensionering 1986, där han ledde forskning om nya lasrar och halvledarenheter. Under sin ämbetstid tilldelades Smith dussintals patent och ledde så småningom VLSI:s enhetsavdelning.
År 1969 uppfann Smith och Willard Boyle den laddningskopplade enheten (CCD), för vilken de gemensamt har fått Franklin Institutes Stuart Ballantine-medaljen 1973, IEEE Morris N. Liebmann Memorial Award 1974, Charles Draper Stark Prize 2006 och Nobelpriset i fysik 2009.
Både Boyle och Smith var ivriga seglare som gjorde många resor tillsammans. Efter pensioneringen seglade Smith runt i världen med sin livspartner Janet i sjutton år, men gav så småningom upp sin hobby 2003 för att "skona sina "knarrande ben" från ytterligare stormar". Han bor för närvarande (2020) i Waretown-delen av Ocean Township, Ocean County, New Jersey.

## Utmärkelser och hedersbetygelser
År 2015 tilldelades Smith Royal Photographic Societys Progressmedalj och hedersstipendium. Han är medlem i Pi Mu Epsilon, Phi Beta Kappa, och Sigma Xi och medlem av Institute of Electrical and Electronics Engineers (IEEE) och American Physical Society och medlem av National Academy of Engineering.
År 2017 tillkännagavs Smith som en av fyra vinnare av Queen Elizabeth Prize for Engineering, för sitt bidrag till skapandet av digitala bildsensorer.